# 隷書体
隷書体（れいしょたい）は、漢字の書体のひとつ。八分隷・八分・分書とも呼ばれる。古文に対して今文と呼ばれる。画像は『西嶽華山廟碑』（拓本、部分）。

## 概要
程邈という下級役人が罪を得て獄中にあったとき、隷書を発明しこれを献上することで始皇帝に許されたという伝承があるが、これは俗説に過ぎない。戦国時代頃から日常に通用されていた筆記体が、秦代になって業務効率を上げるために公文書でも用いられるようになったものが、隷書だと考えられている。紀元前3世紀後半の「睡虎地秦簡」などに見られる、篆書を簡略化した過渡的な書風を「秦隷」と呼ぶ。
前漢前期には篆書から隷書への移行が進み、秦隷と平行して、草書のもととなる早書きの「草隷」・秦隷の要素を残した波磔の小さい「古隷」・波磔を強調した装飾的な「八分」など、多様な書風が展開されていたことが、「馬王堆帛書」「銀雀山竹簡」「鳳凰山木牘」などの帛書や簡牘類によって確められる。また、前漢中後期を中心とする資料「居延漢簡」では、これらの書風がすでに様式として確立されている姿を見ることができる。
新を経て後漢に入ると、筆記体としての隷書はさらに発展し、草隷より進んだ速写体である「章草」（「武威旱灘坡医牘」）や、現在の行書ないし楷書のもととなる書風の萌芽（「永寿二年三月瓶」）をも見ることができる。そして、隷書が盛んに通行したこの時代、安定した政権のもとで儒教の形式化が進むにつれ、隷書を用いて石に半永続的な記録を刻むことが流行した。それら後漢の刻石資料に見られる書風は、おおむね桓帝または霊帝の前後で二分することができ、その前半期には古隷が多く、後半期には八分が多い。これらはいずれも書道における隷書体の範を示すものとして、後世から最高の評価を与えられている。
漢王朝の衰退に伴って、書体としての隷書の知識や技法は失われていった。紙の発明と普及が、筆記の方法や形態に何らかの影響を及ぼしたことも考えられる。いずれにせよ、その後隷書が広く用いられることはなく、研究や表現の一形式として試みられるに留まっている。
書の歴史上「古隷」と呼ばれている一群の書がある。「古隷」は字義からいえば、古い隷書体ということだが、はっきりとした定義は確立していない。とはいえ、それらの書は「古朴」「古拙」とでもいうべき共通の美をそなえていて、熱狂的なファンも数多くいる。具体例を挙げれば、「開通褒斜道刻石」、「三老諱字忌日記」、「石門頌」、「楊淮表紀」などの石核の文字である。。

## 特徴

楷書（左）、隷書（右）

左右の払いで波打つような運筆（波磔）をもち、一字一字が横長であるのが主な特徴。
字体が篆書と異なり横長になったのは、記録媒体が柾目の木簡に変化したためで、柾目を横切る横画に大きな負担がかかるためである。木簡・竹簡・帛書に書く場合は少々右上がりの字体も見られるが、石碑に彫る場合には字全体は水平になるよう彫り師が修正する。また書者も篆書のような硬筆を好まず、横画をドーム状に膨らませたり（乙瑛碑など）、楷書で言う「背勢」を取って字を引き締めたり（史晨前後碑など）、重心を字の左に寄せて長く太い波磔でバランスを取る（曹全碑など）、1字の中で筆跡の強弱を極端に変化させる（礼器碑など）、あえて古式な字体に戻しながらも波磔の妙と折衷させる（張遷碑など）といったように、字の書き方に創意工夫を加えるようになる。なお、波磔は1字につき1回しか認めないルールが確立していた。
篆書から隷書への変化は字形の違いが大きく、これを「隷変」と呼ぶ。隷書は主に直線と鉤状の折れ線によって成っている。ここに至って初めて筆画と筆勢が生まれた。それに従って、筆記のための省画や「氵」（さんずい）や「亻」（にんべん）などの部首の変形が広く行われるようになり、筆記に適した文字に変化した。その一方、隷書以降の文字は一見して字源を知ることが困難になった。

## 定義
上述した現代用語としての隷書の定義は、北宋時代に欧陽脩が提唱したものである。
南北朝時代後期～唐時代には、「隷書」という用語は、現在の楷書を意味した。

## 筆跡

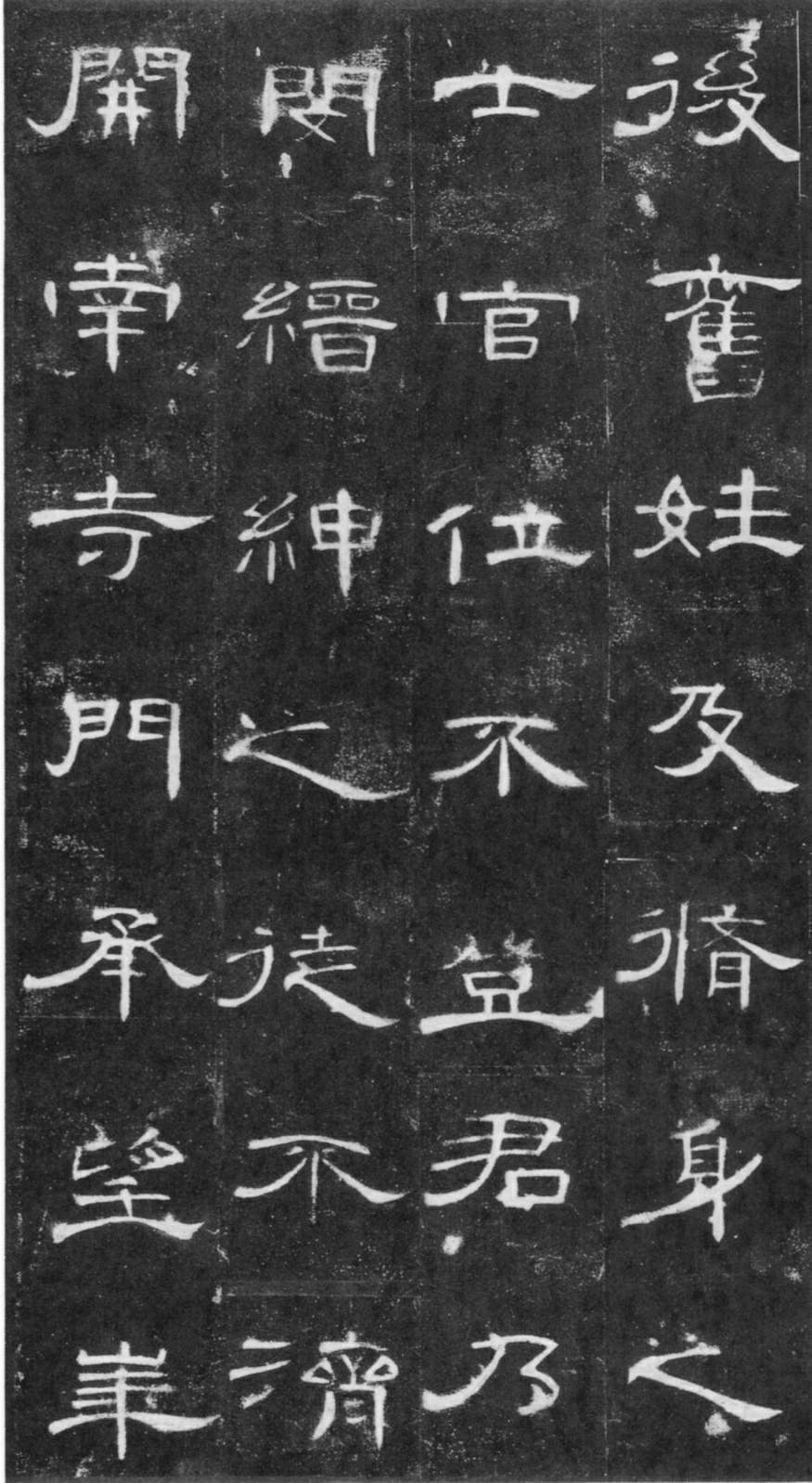
『曹全碑』（部分）

隷書体の主な筆跡には以下のものがある。

### 乙瑛碑
乙瑛碑（いつえいひ、八分隷）の全名は『魯相乙瑛置孔廟百石卒史碑（ろしょういつえいちこうびょうひゃくせきそつしひ）』などという。建碑は永興元年（153年）。山東省曲阜の孔廟に現存する。碑文は、全18行、各行40字で、内容は、桓帝のとき、魯国の相であった乙瑛の申請によって魯の孔子廟に百石の卒史（そつし、漢代の書記の官名）を置いて廟を守らせることになった次第およびその関係者の功績を記したものである。結体は緊密で謹厳、筆力は雄健で波磔は力強く、漢代の隷書の中でも優れた碑である。

### 曹全碑
曹全碑（そうぜんひ、八分隷）の全名は『郃陽令曹全碑（こうようれいそうぜんひ）』という。建碑は中平2年（185年）。明の隆慶から萬暦の間に郃陽県の旧城から出土した。碑額は出土の時からないが碑文はほぼ完全に残っており、全20行で初行から19行は各行45字、末行に「中平二年十月丙辰造」の9字で建碑の年月日（185年10月21日）が明記されている。碑陰の文字はやや小さく、建立関係者の名が5列57行で列挙されている。現在は西安碑林にある。
碑は曹全（字は景完）の治績を記した頌徳碑である。曹全は敦煌の人で、光和7年（184年）郃陽令となり、黄巾の乱を収拾した功績により建碑された。数多い漢碑の代表的名品であり、完成された八分の技法を示すものである。他の碑と比較して女性的とする評が多い。石質が堅牢で文字が非常に鮮明であり、出土以後拓本によって多くの書人に学ばれている。天保年間に日本へ伝えられた。

## 隷書体に分類される書体製品概況
- 写研 - 曽蘭隷書、けんじ隷書
- モリサワ - 隷書体E1、新隷書体(隷書101)、陸隷書、若松隷書体(写植用)
- 株式会社日本書技研究所 -NSK白洲隷書体
- リョービイマジスク - 花牡丹
- イワタ - イワタ隷書体、イワタ新隷書体
- モトヤ - モトヤ隷書体
- フォントワークス - 角隷、豊隷
- ダイナコムウェア - ＤＦＰ隷書体、ＤＦＰ唐風隷書体、ＤＦＰ郭泰碑、ＤＦＰ好太王碑
- 創英企画 - 創英隷書体
- 白舟書体 - 白舟隷書体
- 富士ソフト - 麗流隷書
- システムグラフィ - GSNP隷書

これらの隷書体フォントは、字体として伝統的な隷書体を必ずしも再現してはおらず、楷書体に近い字体となっていることも多い。

## 特記事項

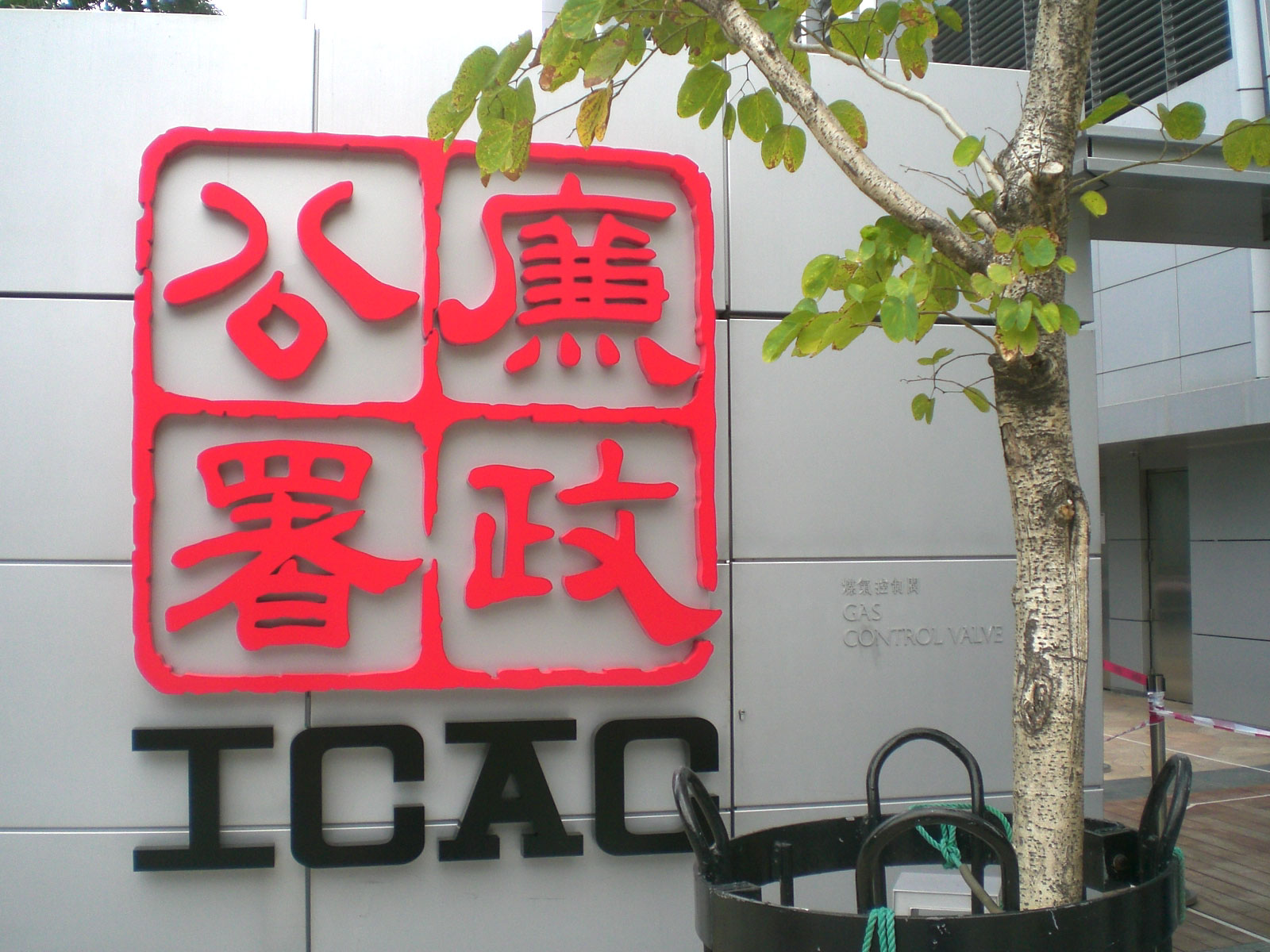
廉政公署のロゴタイプ

- 隷書の代表的な辞典として『隷辨』（れいべん）、顧藹吉（こあいきつ）撰、1718年刊がある。漢碑に見える隷書のさまざまな字体を集めて韻目順に配列し、解説を加えたものである。
- 現在でも日本銀行券の漢字書体は隷書体である。また、印鑑にも隷書体は多用されている。